# Římskokatolická farnost Žatčany
Římskokatolická farnost Žatčany je územní společenství římských katolíků s farním kostelem Nejsvětější Trojice v děkanství šlapanickém. Farnost tvoří obec Žatčany.

## Historie farnosti
Obec Žatčany byla zmíněna v moravských letopisech již ve 12. století. Svědčí o tom nejstarší darovací listina z roku 1131. Žatčany byly tehdy převedeny spolu s několika osadami z okolí Brna z majetku kapituly sv. Petra v Brně biskupství olomouckému. První písemná zmínka o duchovní správě v Žatčanech je z roku 1247, kdy papež Inocenc III. dovolil, aby olomoucký biskup obsadil uvolněnou žatčanskou faru. Ze starých kapitulních dokladů je znám původní žatčanský farář Jan Stendal, kterého v roce 1381 jmenoval papež Klement VI. kanovníkem u sv. Petra v Brně. Po velké morové ráně v roce 1616 zůstalo v obci jen 28 lidí a pro malý počet věřících samostatná duchovní správa zanikla. Zbylí věřící zasvětili kostel Nejsvětější Trojici. V roce 1634 byla obec přifařena do Újezda u Brna. Až v roce 1919 byla v Žatčanech zřízena expozitura. V roce 1931 byla po 300 letech fara opět obsazena. Novým farářem byl tehdy jmenován P. Alois Svára. Zvony byly pořízeny ze sbírek farníků v letech 1958 a 1959. V letech 1980 až 1989 byly provedeny zatím poslední velké opravy kostela – byla pořízena nová vstupní brána, položena mramorová dlažba. Farnost tehdy pořídila nové lavice a okna, křížovou cestu, byl zrestaurován hlavní oltář a křtitelnice, obětní stůl v pokoncilní úpravě, pořízeny sedačky pro ministranty, a zpovědní síň. Bylo zavedeno akumulační vytápění a rozhlasové zařízení. Na kůru byla položena nová podlaha a provedena generální oprava varhan. V roce 1997 byl kostel nově vymalován a zvenku obnovena fasáda.

## Duchovní správci
V osmdesátých letech 20. století působili ve farnosti jako duchovní správcové P. Otmar Kaplan a P. Jan Peňáz. Od 1. října 2010 do srpna 2013 byl administrátorem excurrendo P. Mgr. Oldřich Macík, SDB. Od září 2013 je administrátorem excurrendo R. D. Mgr. Petr Hošek z farnosti Újezd u Brna.

## Bohoslužby
| Kostel              | Místo   | Bohoslužba (den)       | Hodina     | Poznámka     |
| ------------------- | ------- | ---------------------- | ---------- | ------------ |
| Nejsvětější Trojice | Žatčany | neděle pondělí čtvrtek | 9.30 18.00 | Farní kostel |

## Primice
Ve farnosti slavil 8. května 2010 primiční mši svatou novokněz P. Jiří Brabec, LC.

## Aktivity ve farnosti
Ve farnosti se pravidelně koná farní ples.
Na 9. března připadá Den vzájemných modliteb farností za bohoslovce a bohoslovců za farnosti brněnské diecéze. Adorační den se koná na slavnost Krista Krále.